# Oleg Andrejewitsch Anofrijew
Oleg Andrejewitsch Anofrijew (russisch Олег Андреевич Анофриев; * 20. Juli 1930 in Gelendschik; † 28. März 2018 in Moskau) war ein sowjetischer bzw. russischer Theater- und Filmschauspieler, Sänger, Songwriter, Filmregisseur und Dichter. Er wurde in Gelendschik geboren, verbrachte aber sein ganzes Leben in Moskau und absolvierte 1954 die Moskauer Kunsttheater Schule.

## Biografie
Oleg Andrejewitsch Anofrijew wurde 1930 in Gelendschik in der Familie eines Arztes, des Leiters der medizinischen Einrichtung eines metallverarbeitenden Betriebes, Andrei Sergejewitsch Anofrijew und der Hausfrau Maria Gawrilowna Anofrijewa geboren. Er war ihr dritter Sohn, er hatte zwei ältere Brüder, Sergei und Wladimir. Obwohl die Familie in Moskau lebte, wurde Oleg in Gelendschik geboren, weil Andrei während der Sommerferien jedes Jahr Chefarzt in einem Sanatorium an der Schwarzmeerküste war (als Oleg geboren wurde, war er Chefarzt des Sanatoriums der Lomonossow-Universität Moskau).
Nach dem Abitur im Jahr 1950 trat Anofrijew in die Moskauer Kunsttheater Schule (Kurs von Sergei Blinnikow und Georgi Gerassimow) ein. Anofrijews Diplomarbeit war die Rolle von Tony in dem Stück «She Stoops to Conquer» von Oliver Goldsmith.
Nach dem erfolgreichen Abschluss seines Studiums wurde er 1954  Schauspieler am Russischen Akademischen Jugendtheater. In den Jahren 1960–1962 war er Schauspieler am Majakowski-Theater. Von 1962 bis 1972 war er Schauspieler am Mossowjet-Theater. Von 1972 bis 1995 war er Schauspieler im Staatstheater des Filmschauspielers, einige Zeit arbeitete er als dessen Hauptregisseur.
1992 debütierte er als Regisseur und inszenierte den Film Being in Love (Быть влюблённым) mit Galina Polskich, Swetlana Nemoljaewa und Alexander Lasarew in den Hauptrollen. In diesem Film trat Anofrijew gleichzeitig als Komponist auf.
Mitte der 1990er Jahre war er Moderator der Fernsehsendung Fabelhafter Nachmittagssnack auf dem Kanal RTR. 1999 moderierte er das Programm Heimatbibliothek an der ORT.
1999 veröffentlichte er das Buch Soldat und Ballerina (Солдат и балерина), das Gedichte, Texte, Erinnerungen an Schauspieler, Regisseure, Darsteller (Faina Ranewskaja, Nikolai Ochlopkow, Georgi Wizin, Anatoli Papanow, Maja Kristalinskaja und usw.) enthält, mit denen er zufällig zusammengearbeitet und sich im Leben getroffen hat.
Anofrijew erhielt 2004 den Ehrentitel Volkskünstler Russlands.
Er starb am 28. März 2018 in Moskau an einer schweren Herzerkrankung.

## Filmografie (Auswahl)
- 1958 Das Mädchen mit Gitarre (Девушка с гитарой)
- 1961 Das purpurrote Segel (Алые паруса)
- 1964 Das Märchen von der verlorenen Zeit (Сказка о потерянном времени)
- 1977 Inkognito aus St. Petersburg (Инкогнито из Петербурга)
- 1982 Abenteuer mit der Tarnkappe (Там, на неведомых дорожках…)
- 1986 Am Sankt-Nimmerleinstag (После дождичка в четверг)
- 1987 Der Mann vom Kapuziner-Boulevard (Человек с бульвара Капуцинов)